# سيدي هدي
سيدي هدي كان مرابطًا مغربيًا ومؤسّس ما يُعرَف بنظام أو فرقة الهداويين في القرن الثالث عشر.